# Татјана Војтеховски
Татјана Војтеховски (Нови Сад, 7. мај 1970) српска је телевизијска водитељка и новинарка.

## Биографија
Као дете је имала неколико хобија, а била је велики спортиста па се тако неко време бавила уметничким клизањем и кошарком. Осим према спорту, Татјана је показала интересовање и према музици. Завршила је музичку школу, а осим тога гимназију те Филозофски факултет за српски језик и књижевност. Дипломирала је на Економском факултету и завршила Мастер студије на Институту за Неуролингвистичко програмирање.
Водитељску каријеру започела је деведесетих година на Радио-телевизији Нови Сад. Татјана је убрзо добила прилику да уради неколико познатих интервјуа, између осталих, са Вјераном Миладиновићем Мерлинком — тада најпознатијим српским трансвеститом; са Станом Церовић — „вирџином” — указавши домаћој јавности на овај културни феномен јединствен у свету, везан за области северне Црне Горе, Косова, Метохије и северне Албаније; са Весном Вуловић, стјуардесом ЈАТа, која је преживела пад авиона са 10.000 метара. Указивала је на педофилију унутар Српске православне цркве, интервјуишући једну од жртава умировљеног епископа Василија Качавенде, затим на теме породичног и вршњачког насиља, сексуалног злостављања на радном месту у случају Марије Лукић и председника општине Брус, Милутина Јеличића „Јутке”. Татјана се често осврће и на проблеме корупције и непотизма у правосуђу, здравству и просвети.
Деведесетих година била је јавна противница Милошевићевог режима, због чега је са Радио-телевизије Србије била суспендована чак три пута.
Новинарску каријеру започела је на Радију Нови Сад, да би касније прешла и на телевизијски формат. Провела је десет година на националној телевизији РТС, потом неколико година на Ју инфо каналу, да би након тога прешла на Пинк ТВ, где је водила емисију Тренутак истине.
У среду, 7. октобра, нешто мало пре 23 сата, водитељка Телевизије Пинк Татјана Војтеховски поставила је такмичарки у квизу „Тренутак истине“ питање: „Да ли сте доживели оргазам док вас је отац силовао?“ Такмичарка Ј. М. одговорила је потврдно и освојила 500.000 динара.
Са Пинк ТВ одлази 2011. године. Била је и пи-ар менаџер, а потом и директорка Пинк медија групе.
Отвара агенцију Војтеховски комјуникејшонс. Током 2014. и 2015. године ради као потпредседница Адрија Медија Групе, да би се потом вратила истраживачком новинарству као ауторка формата Живот прича на Првој српској телевизији.
Војтеховски је, због свог залагања и активизма, неколико пута ушла у избор за српску геј икону. Деведесетих је била прва новинарка која је на југословенским просторима урадио интервју са особом из ЛГБТ средине - Вјераном Миладиновићем Мерлинком.
Више од двадесет година касније интервјуисала је Стефана Радовића из Куршумлије, младића који је пажњу јавности привукао због потешкоћа које му је његово сексуално опредељење донело. Војтеховски је поред тога неколико пута јавно подржала Параду поноса у Београду. Она често истиче улогу родитеља у правилном и здравом одрастању деце, и на њихову обавезу да са децом разговарају и пружају им подршку.

## Лични живот
Двапут се удавала и оба пута се развела. Из првог брака има ћерку Тијану.